# UBS Arena (Schweiz)

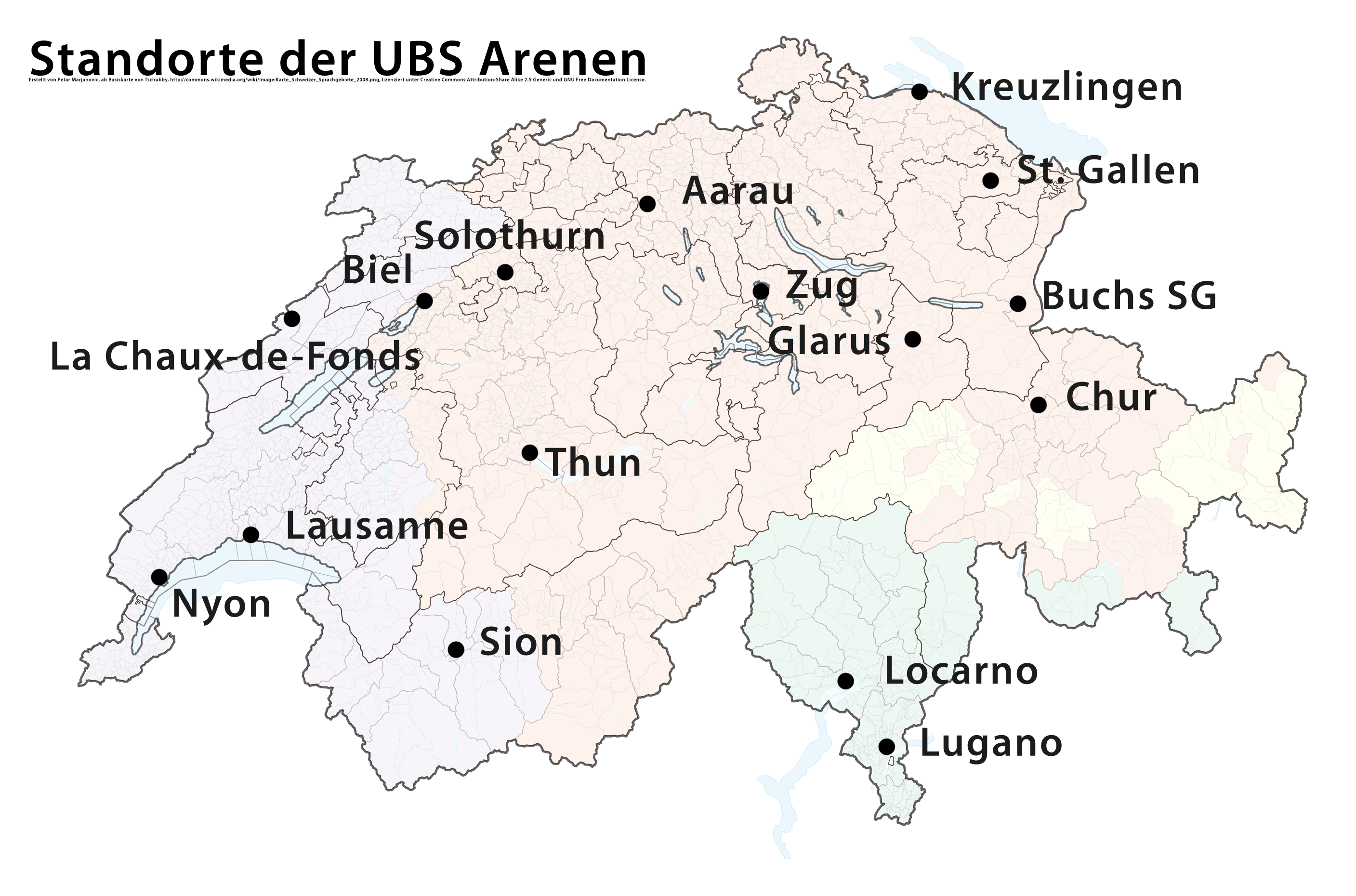
Standorte der Arenen

Die UBS Arena, das waren 16 Public-Viewing-Arenen in der Schweiz, die während der Fussball-Europameisterschaft 2008 in ebenso vielen Schweizer Städten aufgebaut wurden und zusammen «das fünfte Schweizer Stadion der UEFA EURO 2008» darstellten.
Die Initiative dazu stammte von der Schweizerischen Eidgenossenschaft. Das Ziel war, dass alle Schweizer sowie ihre internationalen Gäste die Möglichkeit hatten, die UEFA EURO 2008™ mitzuerleben.
Bei den 16 Städten handelte es sich um Aarau, Biel/Bienne, Buchs SG, Chur, Glarus, Kreuzlingen, La Chaux-de-Fonds, Lausanne, Locarno, Lugano, Nyon, Sitten, Solothurn, St. Gallen, Thun und Zug.
Ursprünglich war die UBS Arena mit 17 Städten vorgesehen, darunter auch Winterthur. Bei der privat organisierten und finanzierten Arena in Winterthur hätte die Stadt Leistungen für Wasser, Abwasser und Strom sowie für die Reinigung, die Sicherheit und den Verkehr in der Höhe von 665'000 Franken zu erbringen gehabt, die sie als Kredit vorgeschossen hätte. Gegen diesen Kredit hatte die PdA ein Referendum eingereicht, wodurch eine Volksabstimmung nötig wurde. Bei dieser wurde der Kredit abgelehnt, womit die Organisation einer UBS Arena in Winterthur nicht zustande kam.
Die 16 Public-Viewing-Arenen boten mehr als nur die Live-Übertragung der Spiele der UEFA EURO 2008: Zusätzlich wurde den Fans aus aller Welt ein eigenes TV-Programm präsentiert. An jedem Spieltag begrüssten dazu mehrsprachige Moderatoren live das Publikum aus einer der 16 Arenen. Das Programm bot Live-Interviews, Nachrichten-Updates, Hintergrundreportagen und Porträts. Es wurde zudem in jeder Arena ein Rahmenprogramm mit Live-Konzerten, Spielen und Wettbewerben geboten, sowie Gastronomie- und Barbetrieb, ein Sportshop etc. Kern der Arenen waren aber die 37 bis 53 m² grossen LED-Videowände, auf welchen die Spiele live gezeigt wurden.
Organisiert wurde die UBS Arena von der Bieler Firma «Perron8 Management». Titelsponsor war die Schweizer Grossbank UBS. Jede Arena bot jeweils 1'200 Sitzplätze sowie je nach Stadt 3'000 bis 9'000 Stehplätze an.
Die UBS Arena hat fast einer Million Besucher in der ganzen Schweiz ein Fussballfest während der UEFA EURO 2008 ermöglicht. Auf den Arena-Bühnen sorgten zudem vor den Spielübertragungen insgesamt weit über 100 Bands aus der ganzen Schweiz für Stimmung.
Die Schweizerischen Bundesbahnen (SBB) waren während der UEFA EURO 2008 offizieller Transportpartner der UBS Arena und boten dazu ein spezielles Sortiment an Fahrausweisen an.